# Varga Tamás (tanár)
Varga Tamás (Kunszentmiklós, 1919. november 3. – Budapest, 1987. november 1.) magyar matematikatanár, a matematikatanítás nemzetközileg elismert kiemelkedő egyénisége, állami díjas. V. Binét Ágnes gyermekpszichológus férje.

## Életpályája
Hétgyermekes család gyermekeként született. Testvérei közül többen is ismert közéleti személyiségek voltak (például Varga Domokos és Vargha Balázs). Ükapja Szász Károly matematikus, Bolyai János és Bolyai Farkas barátja volt.
Az általános és középiskolát szülőhelyén végezte, egyetemi tanulmányait a Budapesti Tudományegyetem matematika-fizika tanári szakán folytatta.
A világháború alatt hadapródőrmesterként több zsidót is megmentett. Tevékenységét Bence György: Szabadító Börtön című művében a Karácsonyi Legenda című történet örökítette meg. Tetteiért 2012-ben megkapta jeruzsálemi Yad Vashem intézettől a Világ Igaza kitüntetést ("Righteous Among the Nations").
1945-ben kezdett el dolgozni középiskolai tanárként Kunszentmiklóson, majd Budapesten. 1947-ben a Vallás- és Közoktatásügyi Minisztériumba helyezték. Itt részt vett tantervek kidolgozásában, és főként igen nagyszámú tankönyvnek a megírásában. 1948-ban a Neveléstudományi Intézetbe került, ahol egészen 1950-ig dolgozott, amikor az intézményt megszüntették.
1951-től kezdve az Eötvös Loránd Tudományegyetemen kapcsolódott be elsősorban a matematikatanárok képzésébe.
1955-től kezdve egy osztályban matematikatanítást is vállalt, és ezt hosszú időn át következetesen folytatta. További munkáját elsősorban az általános iskolai matematikaoktatás korszerűsítésére fordította.
1961-ben egy osztályban elkezdhet egy oktatási kísérletet, az általános iskola egy új tantervének a kidolgozása irányában. 1962-ben Budapest volt a színhelye az UNESCO szervezésében egy nemzetközi matematikaoktatási szimpóziumnak, amelyen Varga Tamás gondolatai olyan elismerésre találtak, hogy őt bízták meg egy belga matematikussal, Willy Servais-vel együtt, hogy szerkesszenek és részben írjanak egy kötetet, amely a tanácskozás eredményeit leszűrő tanulságokat foglalja össze.
1967-től kezdve az Országos Pedagógiai Intézet munkatársa lett, és így első kézből volt módja kísérletének irányítására, egyre további finomítására.
1975-ben éppen a komplex matematikatanítási kísérlet, mint alkotás kidolgozásával kandidátusi fokozatot szerzett.
A hazai elismerések mellett felsorolhatatlan számban érték külföldi megtiszteltetések, elsősorban természetesen az UNESCO tanulmánykötet szerkesztésében és megírásában való részvétele következtében, de legkülönfélébb országokban és legkülönfélébb nyelveken megírt szakcikkei eredményeként is számos külföldi meghívást kapott.
Aktivitását még súlyosbodó betegsége közben is megtartotta, egyik utolsó cikke a Kritikában már halála után jelent meg.

## Díjai, elismerései
- Beke Manó-díj (1954)
- Szocialista Munkáért érdemérem (1955)
- Miniszteri dicséret (1972)
- Kiváló Munkáért-díj (1977)
- Állami Díj (1980) – Az általános iskolai matematika-oktatás tartalmi és módszertani korszerűsítésében elért eredményeiért.
- Április 4-e érdemérem (1985)
- Világ Igaza kitüntetés (2012, posztumusz)
- Magyar Örökség Díj[2]

## Fő művei
- Népszerű algebra (Budapest, 1954)
- Kis geometria (Budapest, 1956)
- Matematikai logika kezdőknek 1–2. (Budapest, 1960, 1966)
- Teaching School Mathematics (társszerző: Willy Servais, Harmondsworth, Penguin, 1971)
- Játsszunk matematikát! 1–2. (Budapest, 1972–1973; bővített, átdolgozott kiadás: 2022, ISBN 9789634866824)

## Munkásságának értékelése
Az általa vezetett komplex matematikatanítási kísérlet hatására Magyarországon a számtan-mértan széttagolt tanítása matematikatanítássá alakult át, kiegészülve a matematika számos más fejezetével. Jobban kívánt építeni a tanuló egyéni gondolkodására, és a tanítótól, tanártól azt várta, hogy a tanuló munkatársának tekintse magát.
Rendkívüli nyelvtudása és érdeklődése következtében jól ismerte a matematika, a matematikadidaktika, a pszichológia, a társadalomtudományok számos területét, a nemzetközi kutatásokat és azok eredményeit. Ezek elgondolásait, eredményeit nagy bölcsességgel megszűrve alkalmazta a magyarországi iskolai viszonyokra.
A komplex matematikatanítási kísérlet irányításában és az 1978-as tanterv előkészítésében, bevezetésében az Országos Pedagógiai Intézetben munkáját nagymértékben segítették: Cser Andor és Hódi Endre. Közvetlen munkatársai voltak: Gádor Endréné, Pálfy Sándor, Halmos Istvánné, C. Neményi Eszter, Szendrei Julianna.
Koncepciója a világ egyre több országában válik természetessé a matematikatanítás gyakorlatában.
Bár elképzelései Magyarországon csak töredékükben valósultak meg, a magyar matematikatanítás valamennyi szintjén – az óvodától az egyetemig – érezni lehet Varga Tamás gondolkodásának a hatását.